# Kleesten
Koordinaten: 53° 38′ N, 12° 7′ O
Kleesten ist ein Ortsteil der Gemeinde Dobbertin im Landkreis Ludwigslust-Parchim in Mecklenburg-Vorpommern am nördlichen Rand des Naturparks Nossentiner/Schwinzer Heide. Der Ort hat acht Einwohner (Stand: 2020).

## Geografie

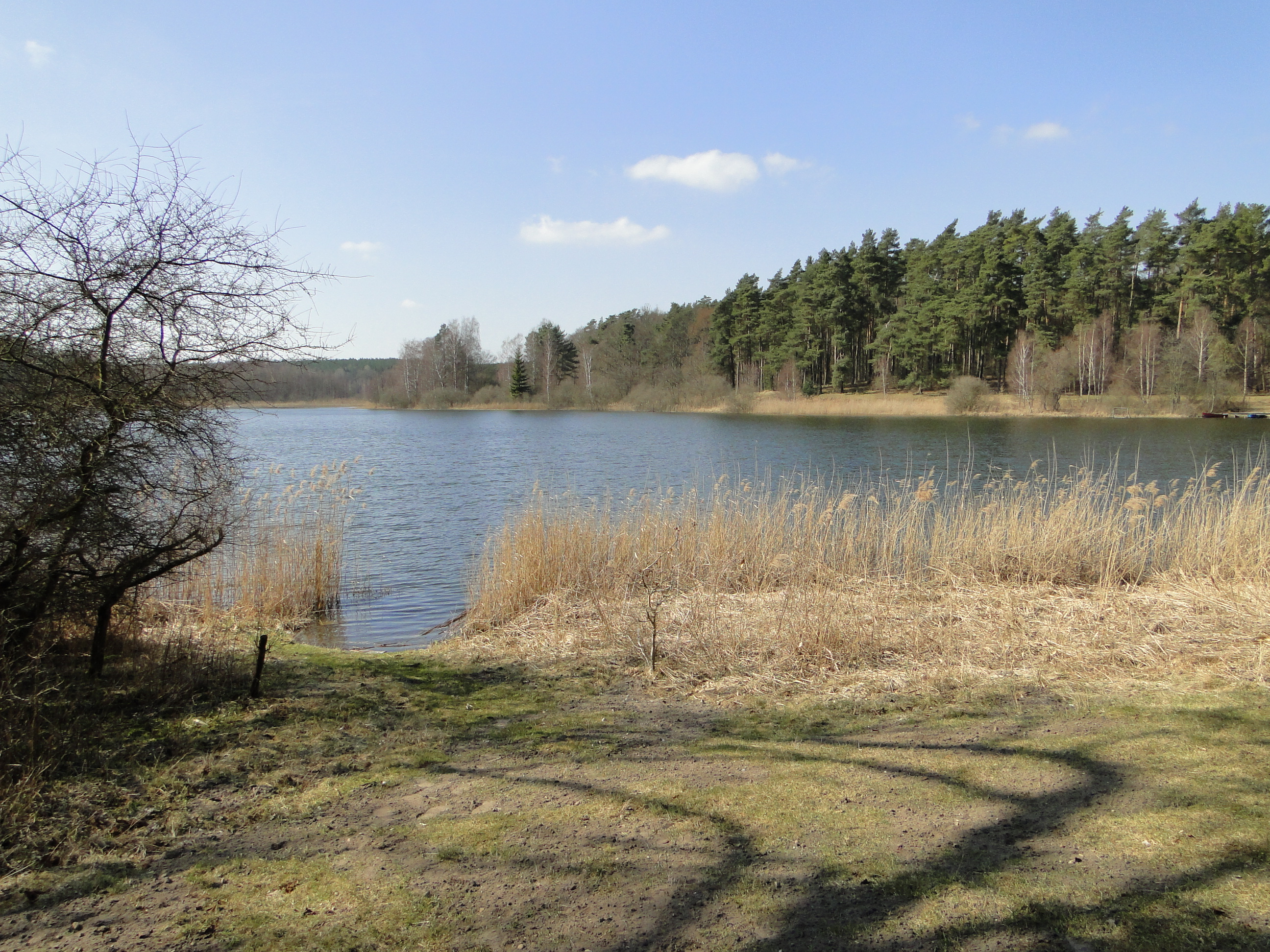
Der westlich des Ortes liegende Kleestensee (2011)

Der kleine Ort Kleesten liegt am Nordrand des gleichnamigen Forstreviers im Naturpark Nossentiner/Schwinzer Heide, vier Kilometer östlich von Dobbertin.
Als wichtigste Verkehrsverbindung von Güstrow führte einst ein Landweg über Kleesten und Schwinz mit Übergang über die Mildenitz nach Goldberg. Nach dem Bau der Kunststraße, der heutigen Landesstraße 17 verlor ab 1849 der Landweg an Bedeutung und Kleesten wurde ein abgelegener Ort im Walde.
Das Dorf liegt auf einer Höhe von etwa 53 m ü. NHN. Nach Ost und West steigt das bewaldete Gelände bis auf über 70 Meter an. In der nach Süden abfallenden Rinnenlage entspringt ein Graben, der den dort liegenden Kleestensee durchfließt und sein Wasser in Richtung Jasenitz abführt. Nordöstlich des Ortes liegt der Barschsee, der sich bereits auf dem Territorium der Gemeinde Reimershagen im Landkreis Rostock befindet.

## Geschichte
Kleesten wurde bei der Bewidmung Dobbertins zuerst als Gewässer genannt. Denn 1227 „haben erstgedachte Hern dazu gegeben die Bach Clestene, welche die greintze scheidet zwischen Golz und Dobrotin“.
Am 26. August 1251 verlieh Nicolaus, Fürst von Werle „dem Closter Dobertin das Dorff Clesten mit allen seinen zubehorungen, wie es Lippoldus miles besessen hat“. Offenbar bestand bei der Klosterbewidmung schon ein dem Ritter Lippold verliehenes, ehemals slawisches Dorf.
Durch großzügige Schenkungen war das Kloster Dobbertin in den Besitz eines geschlossenen Kerngebietes um Dobbertin gekommen. Während der Erweiterungen von 1237 bis 1300 kam auch Kleesten in Klosterbesitz.
Die Jasenitz bzw. der wüste Mühlenbach war bis dahin Grenze zwischen Dobbertin und Kleesten. Östlich dieses Baches gelegen, kam Kleesten in den Folgejahren zur Feldmark Dobbertin. An welcher Stelle die wüste Mühle stand, ist unbekannt geblieben. Sie könnte ursprünglich zu Kleesten gehört haben, denn der Bach Jasenitz fand bereits 1227 als Bach Clestene Erwähnung.
Die fischreichen Seen der Umgebung gaben dem Dorf mit dem slawischen Wort klesce, kleschtsche den Namen, das so viel wie Brassen bzw. Blei bedeutet. Kleesten wurde auch als Schluchtenort bezeichnet.
Etwas östlich vom Barschsee liegt in den Kleester Tannen die Duwiks-Kuhl, der einzige bekannte slawische Flurname. In dieser Kuhle wächst nun der Schachtelhalm.

### Dorf und Gut

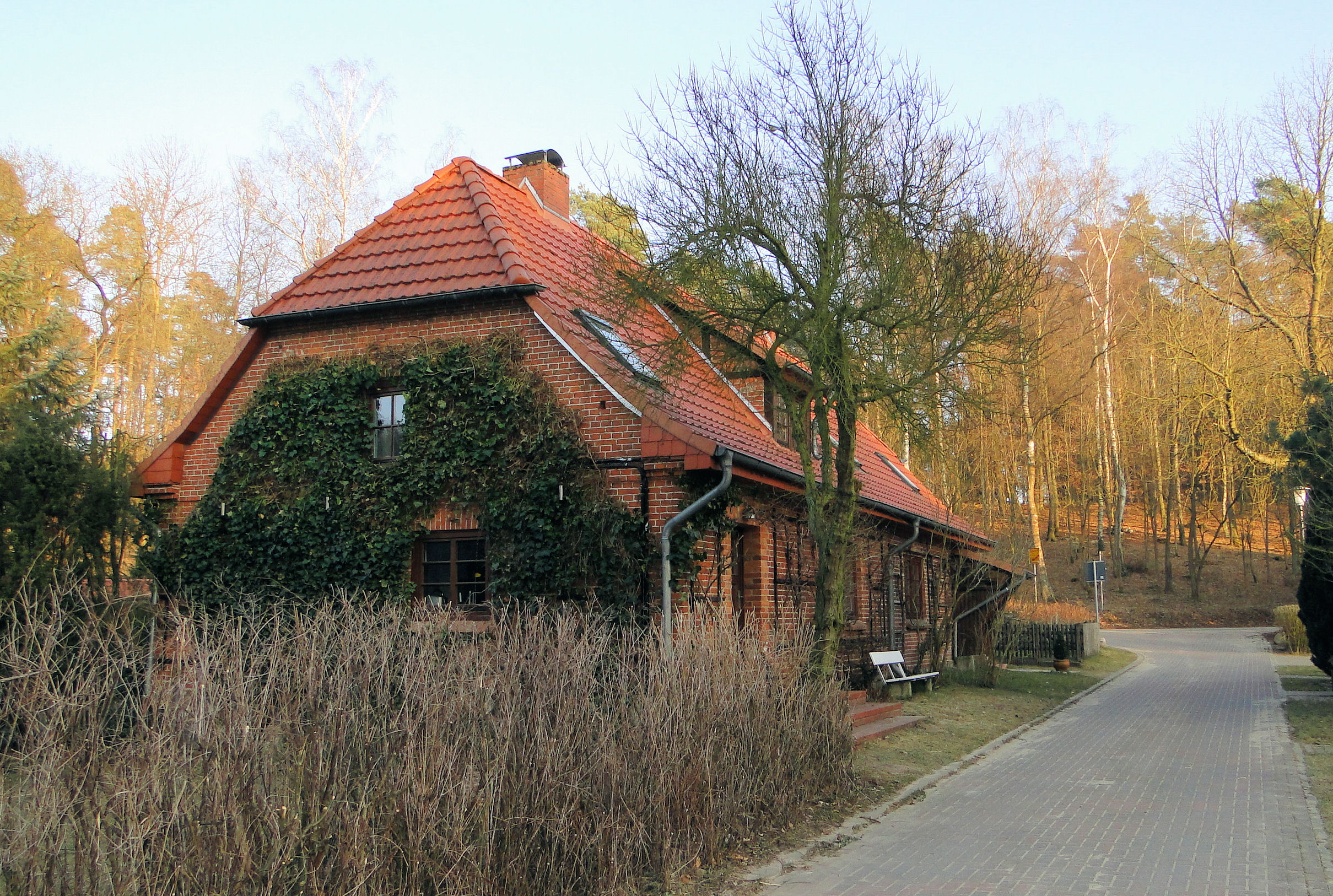
Katen (2011)

Erst 1402 gelangte Kleesten endgültig in uneingeschränkten klösterlichen Besitz. 1540 waren nur zehn Stellen besetzt. Im Pachtregister von 1561 ist zu lesen, dass am wüsten Felde Kaulike außer dem Dobbertiner Bauhof noch Bauern von Kleesten und Jellen Stücke vom Houe Acker gepachtet hätten.
Im alten ambst-manual- buch des Dobbertiner Klosteramts von 1593 ist zu lesen, dass sich Hans Frohkost 1587 ertränkt hat und Tias Vicke aus Jellen Frokosts Witwe nebst Katenstelle, einem Pferd, drei Ochsen, einer Kuh, sechs Schweinen und Inventar übernommen hat. Neben Weidevergehen, unerlaubten Viehverkauf, Holzdiebstahl und Körperverletzungen bei Schlägereien war 1593 vermerkt: Die Keestener Bauern haben auf dem Klosteramtsgericht unerlaubt geredet. 1590 wollte Schulze Hans Winkelmann seine Katenstelle aufgeben, wurde wieder als Bauer angenommen. 
An der wichtigsten Verkehrsverbindung von Nord nach Süd stand 1572 am Kleestener Kreuzungspunkt des Landweges nach Kirch Kogel ein Krug mit Wirtschaft und Ausspanne. Während des Dreißigjährigen Krieges wurde 1637, im Jahr der gründlichen Verwüstungen des Dobbertiner Gebietes, auch Kleesten völlig zerstört und lag 1646 noch gänzlich wüst.
Das ehemalige Dorf soll auf der Ebene südlich des Weges von Kleesten nach Jellen gelegen haben, wie dortige Mauerreste noch belegen. Im Hauptrechnungsbuch bey dem Jungfreulichen Closter Ambt Dobbertin im Namen Gottes schreibt 1674 der Küchenmeister Arendt Calsow zu Cleesten: Dieses Dorff ist auch in wehrenden 30 Jehrigen teütschen Kriege wüste geworden, daß nunmehro eine Schefferey gemacht ist. In diesen Jahren waren Paschen Gleuder, Chim Lange, Tews Grützmacher, Chim Rahtmann, Chim Schröder, Jochim Kobow, Hanß Kröger, Peter Kach und Hanß Hawemann in Kleesten tätig.
Erst 46 Jahre später wurde durch das Dobbertiner Klosteramt „dahin eine geringe Scheffery mit 10 Baurhöfen, auch Meyerey genannt, gelegt.“ 1703 hatte Schäfer Arendt Langhof mit Knecht und Magd 490 Schafe, 2 Pferde, 8 Rinder und 16 Schweine zu hüten. Nach dem Beichtkinderverzeichnis von 1704 gehörte Kleesten, damals auch Kleisten genannt, zum Kirchspiel Kirch Kogel. 1709 gab es Streitigkeiten zu den zu leistenden Priesterfuhren während der Kirch Kogeler Predigervakanz. 1728 wohnten der Häcker (Landarbeiter, der mit einem Hakenpflug ackerte) Joachim Schliemann mit Frau Maria, der Schäfer Jochim Haase mit Frau und der Schäferknecht Johann Schlotmann mit Frau als Magd und ein Schäfer in Kleesten. Es waren nur noch 350 Schafe zu hüten, dafür war aber öfters von Zank und Streit zu hören. 1737 war neben der großen Scheune schon ein Schafstall vorhanden. Im Inventarium dazu ist zu lesen: Hier ist eine ziemlich große Scheune nebst Schaff-Stall vorhanden und ist man der Meinung, daß dieses Guth reichlich die Pension von 4 bis 500 rthl. abwerfen könnte. Zudem dabei eine Schäfferey von 7 bis 800 Schafen befindlich.
Nach einem Inventarium vom 11. Juni 1744 zur Meyerey Kleisten befanden sich fast alle Häuser in keinem guten Zustand.  Auf dem Hof waren es das Wohnhaus, die Scheune, der Schafstall und der Kuhhirten-Katen. Neben undichten Dächern und löchrigen Lehmwänden waren etliche Türen und Fenster schadhaft. Nur der Schäferkaten war in brauchbarem Zustand und im Pächtergarten standen 150 Sträucher mit Beeren und fünf Obstbäumen.
Im Inquisitions-Protocollum vom 24. Mai 1745, gehalten auf dem Kloster-Amtsgericht in Dobbertin, ist zu lesen, dass der Schäfer Michael Meschke die Tochter von Johann Schlotmann geschwängert habe. 1747 klagte der Pächter Diedrich Wiencken wegen Schlägerei gegen seinen Schäfer Jancken und 1786 verhandelte der Kloster-Sydicus Enoch Zander vom Landgericht Güstrow gegen den Schäfer Prüsing aus Kläden wegen Verleumdung des Schäfers Sternberg aus Kleesten.
1751 wurde im Beichtkinderverzeichnis „Kleisten als klein Dobbertinsch Gut und Schäferey“ erwähnt. Schäfer Johann Prüß beschäftigte neben Häckerknecht Peter Margraf und Haushälterin Dorothee Tretzlers noch den Dröscher Hans Sternberg mit Frau und den Kuhhirten Friedrich Beckentin mit Frau. 1757 wurde neben der Scheune und dem Schafstall Die Neue Scheune erbaut. Hirten waren damals Jochen Meyer und Johann Tretzel. 1767 übernahm Schäfer Johann Bohnhoff als Pächter die Schäferei mit Acker, Wiesen, Weiden und Mooren. In Kleesten standen das Wohnhaus, das Schäfer-Haus, der Schafstall, die Scheune und ein neuer Stall. Nach 1772 ging das Klosteramt Dobbertin mit der Forst in der Schwinzer Heide zur geordneten Schlagwirtschaft über. Der verbliebene Acker wurde von den Pachthöfen Kleesten und Jellen bestellt. 1796 waren noch der alte Schäfer Sandberg und die Einlieger Michael Sternberg und Johann Eickelberg im Ort. Am 12. April 1799 klagte der Sternberger Kaufmann Friedrich Fuhrmann vor dem Kloster Amtsgericht in Dobbertin gegen den Pächter Adolf Friedrich Molle zu Kleesten wegen Nichtzahlung seiner Schulden.
Durch den Landweg als wichtigste Nord-Süd-Verbindung der Schwinzer Heide hatte auch Kleesten bis 1815 unter dem Krieg mit ständigen Durchmärschen und Einquartierungen zu leiden. Beim Durchmarsch russischer und schwedischer Truppen nächtigten vom 24. zum 25. Februar 1806 die Paulowsky Grenadiere mit fünf Offizieren, 138 Unteroffizieren und Gemeinen mit nur drei Pferden in Kleesten. Der Generalstab, mehrere Munitionswagen und das Lazarett waren nur vier Kilometer weiter im Kloster Dobbertin beim Klosterhauptmann August Friedrich von Lowtzow, der mit dem Generalfeldmarschall Gebhard Leberecht von Blücher eng befreundet war, einquartiert.
Am 15. April 1814 waren das Pächterhaus samt Pferde- und Schafstall, ein weiteres Stallgebäude und der zweihischige Katen total abgebrannt. Tagelöhner Joachim Biermann hatte beim Hacken auf dem Felde plötzlich Flammen und Rauch aufsteigen sehen. Bis er zum Gehöft kam und die Brandmeldung im Klosteramt eintraf, damals gab es ja noch kein Telefon, vergingen wohl mehrere Stunden. Doch von Dobbertin aus waren die Rauchwolken zu sehen. Für die erste am Brandort eintreffende Feuerspritze zahlte damals das Klosteramt eine Spritzen-Prämie.
Die Klosteramts-Feuerspritze kam aber wegen des unbefestigten und schlecht befahrbaren Waldweges „zu spät, um thätigen Beistand zur Hemmung des Feuers leisten zu können.“ Fünf Tage später stellten die Gutachter der Ritterschaftlichen Brandversicherung, Herr Major von Meding auf Suckwitz und her von Weltzien auf Klein Tessin fest, zu Entstehung des Feuers habe man nichts ausfindig machen können. Danach unterschrieb auch der anwesende Klosterhauptmann Rittmeister August Friedrich von Lowtzow auf Klaber das Protokoll. Auf dem Landtag am 2. Dezember 1814 in Rostock war zu diesem großen Brand im Klosteramt zu vernehmen, das dieses total abgebrannte Gebäude auf dem platten Lande versichert war, doch zur Entstehung des Brandes habe man nichts ausfindig machen können.
Über den schnellen Wiederaufbau der Gutsanlage in den folgenden Kriegsjahren sind keine Nachrichten überliefert. 1819 wohnten in Kleesten 31 Einwohner, darunter waren Lindemann, Meyer, Fründt, Koepke, Klevenow, Haase, Garling, Westphal und Rosin. 1826 erfolgte die Trennung der Pachtung Spendin und Kleesten. Hartwig Lierow war auf Spendin und Ökonom Carl Simon auf Kleesten.
Auf dem Sternberger Landtag am 18. November 1851 wurden dem Pächter Christoph Bühring wegen des schlechten Bodens Teile der Pacht erlassen. Es erfolgte eine Legung der nicht ertragreichen Böden zur Forst. 1858 übernahm der Ökonom Cristian Bartram aus Stolpe im Amt Neustadt von Christoph Bühring den Hof Kleesten samt lebendem Inventar. Dazu gehörten die vier Ackerpferde, zwei junge Pferde, zwei Pferde, 26 Kühe, ein Bulle, drei Kälber, 400 Schafe, 106 Hühner und 32 Hähne. Ein neues Schweinehaus wurde erst 1862 für 115 Courant erbaut.
1866 ging der Hof an Pächter Friedrich Christian Seemann aus Spendin über. Der von den beiden Provisoren Josias Helmuth Albrecht von Plüskow und Heinrich von Bülow und dem Klosterhauptmann Otto Julius von Maltzan mit dem Pächter Friedrich Christian Seemann (1824–1892) unterzeichnete Pachtvertrag von 57 Seiten hatte nur 35 Paragraphen. Am 1. Dezember 1876 wurden 34 Einwohner gezählt.
Nach dem Plan der 1888 zum Klosteramt Dobbertin gehörenden Gutsgebäude in Kleesten wurde die Lage und Größe „in einer Talschlucht an einem See“ anschaulich dargestellt. Die recht kleine Anlage bestand aus dem Gutshaus, einem Pferdestall, einer großen Kornscheune, einem großen Schafstall sowie zwei weiteren Ställen. 1894 gehörten noch 333,7 Hektar zum Gut und 34 Personen wohnten in Kleesten, das bis 1890 Kleisten genannt wurde. Von den Wirtschaftsgebäuden stehen noch der ehemalige Schafstall am Nordhang und gegenüber die Scheune.
Das Gut Kleesten war eng mit Spendin verbunden, denn bis 1907 waren beide Güter gemeinsam verpachtet.
Pächter des Klosteramtes:
- 1744 Joachim Friedrich Wiencken[20]
- 1767 Johann Hinrich Ahrenholz blieb in Spendin, Schäfer Johann Bohnhoff pachtete die Meierei Kleesten.[21]
- 1773 Johann Christian Lierow, mit Spendin.[22]
- 1799 Adolf Friedrich Moll
- 1801 Christian Lierow
- 1813 Hartwig Carl Lierow
- 1826 Oekonom Carl Simonis[23]
- 1837 Christoph Bühring hat meistbietend als Familie mit 11 Kindern gepachtet, schon 1836 in  Jellen, fortwährend in Pachtrückstand.[24]
- 1858 Christian Bartram
- 1866 Friedrich Christian Seemann[25] noch 1891, ab 1848 mit Spendin, 1883 Übergabe an Sohn Hugo Seemann bis 1890.[26]
- 1886 (?) Wilhelm  (Fritz) Voß, mit Neuhof und Spendin
- 1892 Fritz Voß bis 1910, mit Spendin und Neuhof

### Eingemeindung
Mit Beschluss des Mecklenburgisch-Schwerinschen Landesverwaltungsrates vom 20. Januar 1923 wurden nach § 4 der Landesgemeindeordnung vom 20. Mai 1920 die Landgemeinden Dobbertin und Jellen-Kleesten-Schwinz zu einer Landgemeinde zusammengeschlossen mit der Maßgabe, dass in den kirchlichen Verhältnissen der Gemeinde nichts geändert wird.

### Pächterhaus

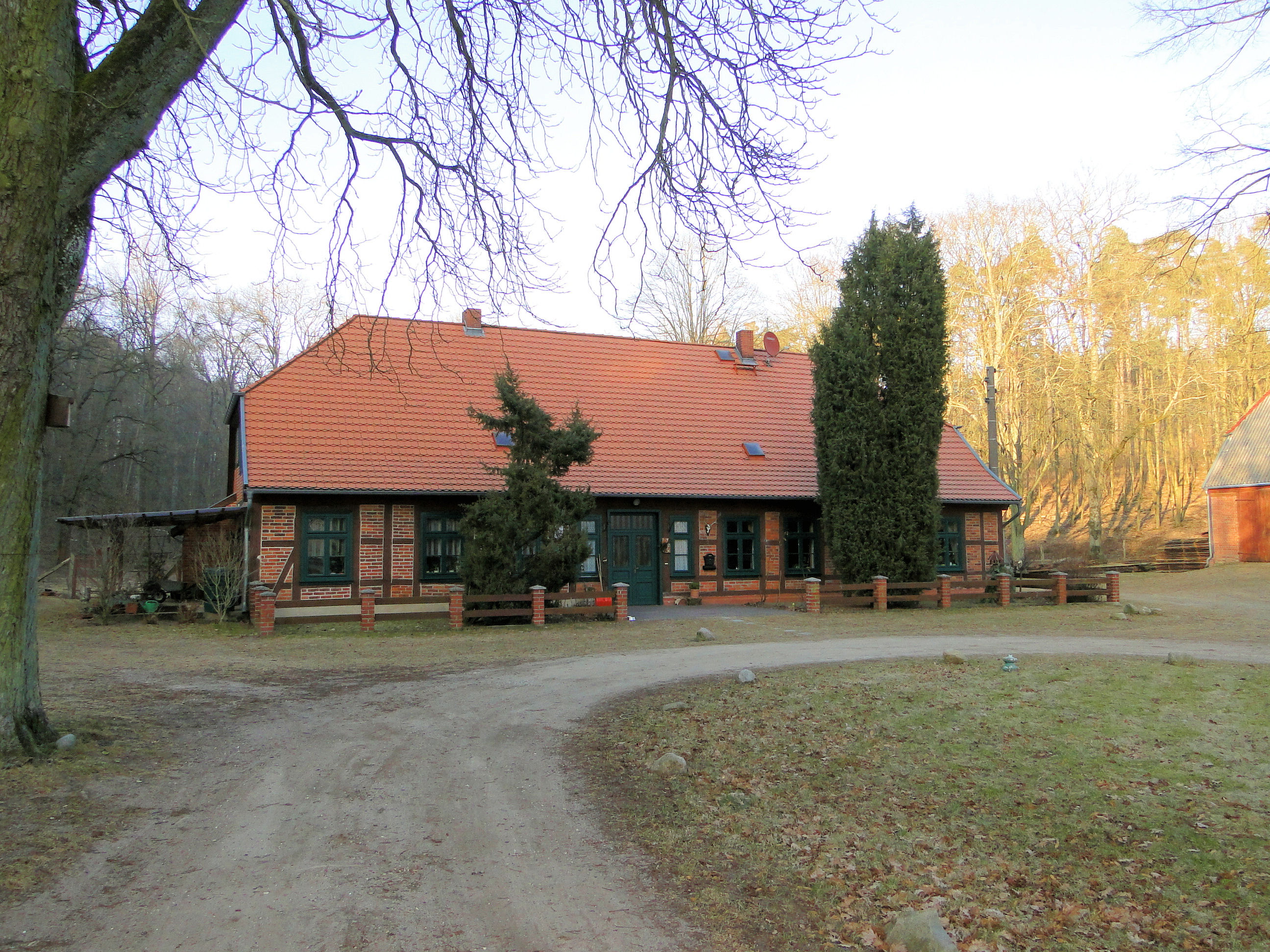
Ehemaliges Guts- und Forsthaus (2011)

Das nach dem Brand von 1814 neu errichtete Gutshaus ist ein eingeschossiges Eichenfachwerkgebäude mit acht Achsen, Ziegelausfachung und Krüppelwalmdach. Im Erdgeschoss mit einer Vordiele und der Küche mit Speisekammer befanden sich noch die Leutestube und die beheizbaren Zimmer. Im Dachgeschoss gab es über der zweiten Balkenlage einen Räucherboden. Im Zimmerbesichtigungsprotokoll des Klosteramts vom 20. August 1858 ist vermerkt, dass drei Fenster und der Feuerherd reparaturbedürftig seien.

### Gebäude im Dorf

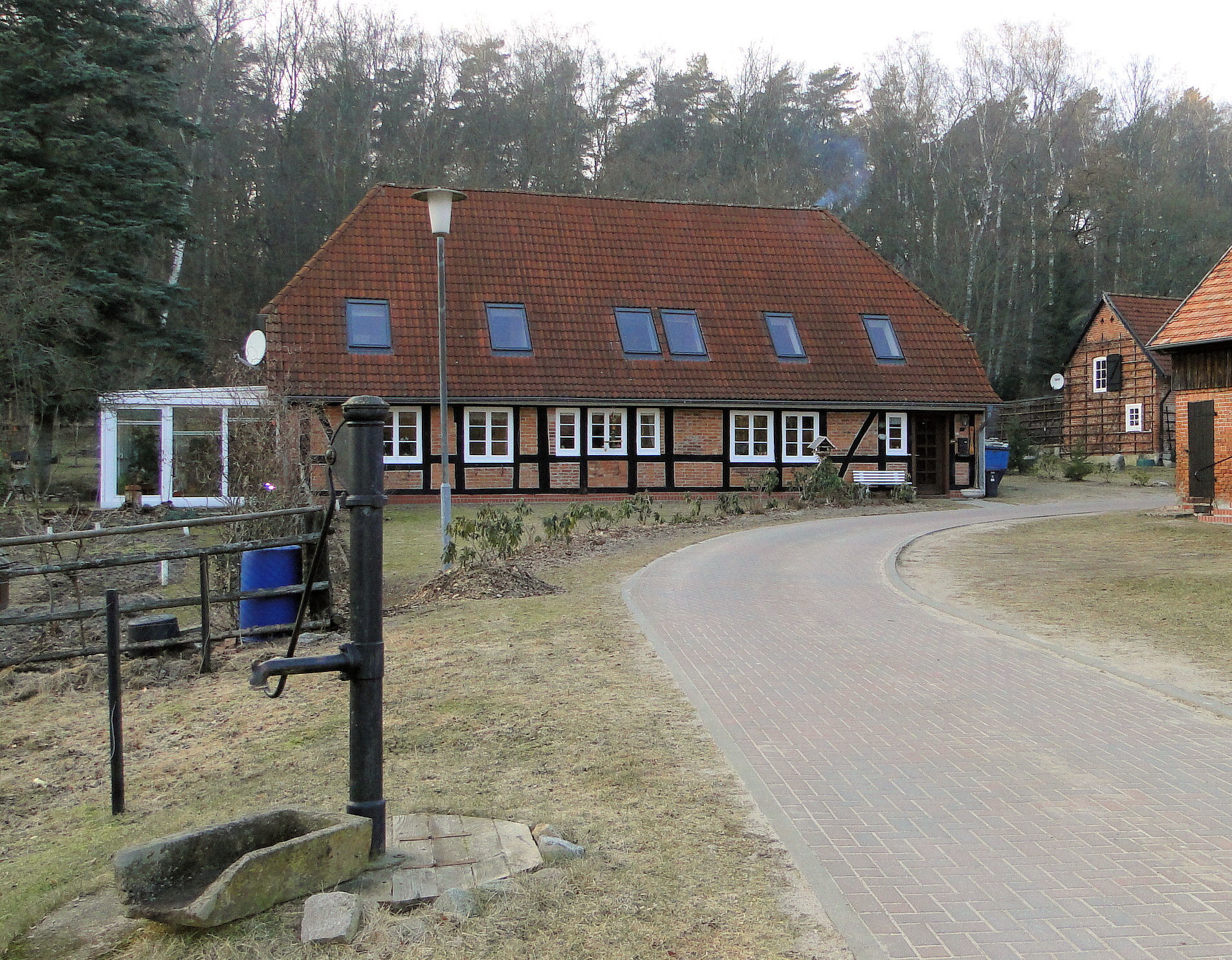
Ehemaliger Schäferkaten (2011)

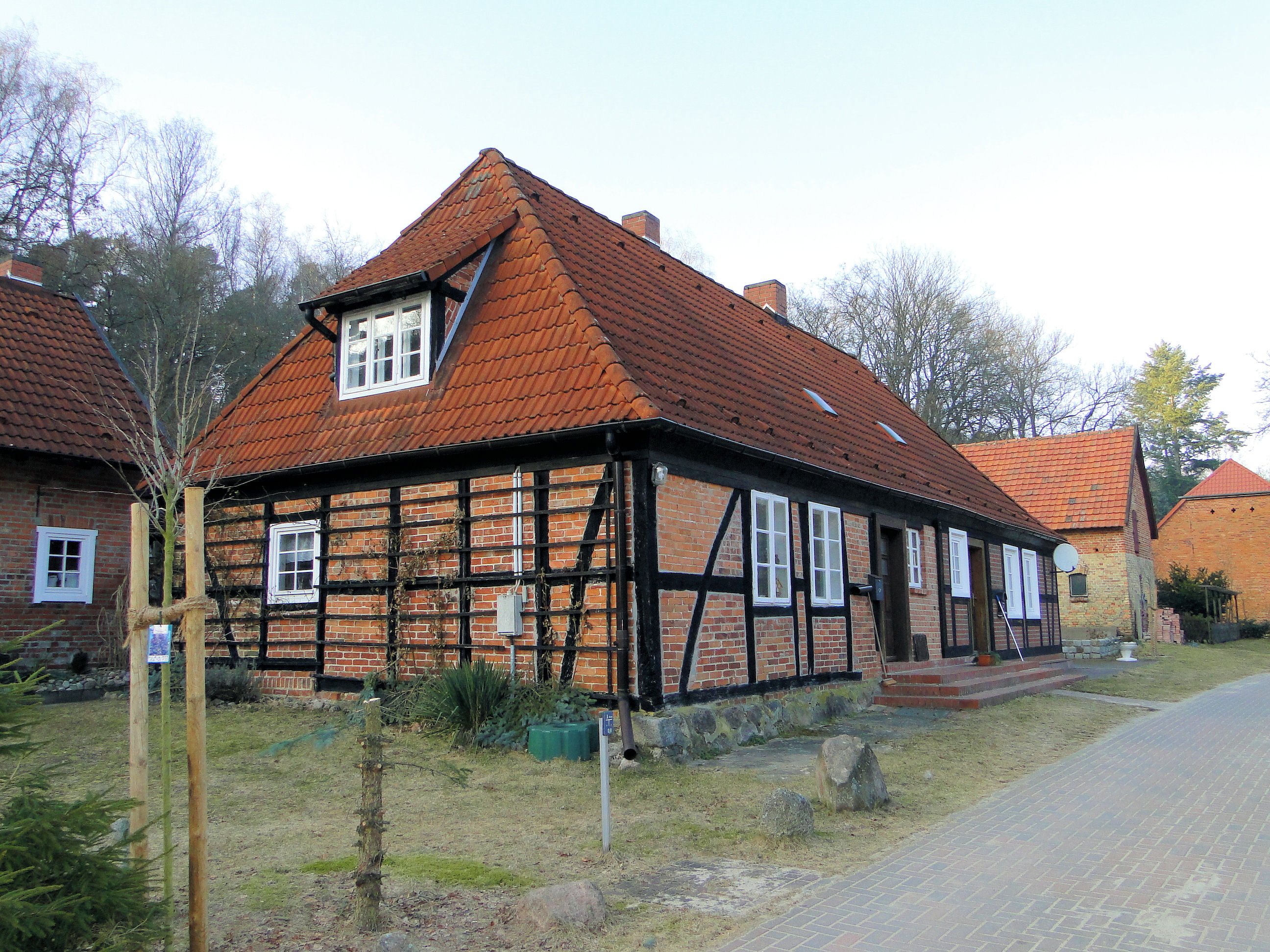
Ehemaliger Gutskaten (2011)

In Anwesenheit der Klostervorsteher, der Provisoren Gottfried Hartwig von Weltzien und E. J. von Hobe sowie des Klosterhauptmanns Hans Friedrich Christian von Krackewitz wurden 1790 durch den Küchenmeister Carl Friedrich Friese die Gebäude der Schäferei in einen Plan eingetragen. Auf dem Hof befand sich neben dem Teich noch nicht das Pächterhaus, sondern der Hühnerstall. Neben der großen Scheune gegenüber dem Schaf- und Schweinestall stand westlich am Hofeingang das Wohnhaus des Pächters. Am alten Landweg nach Dobbertin steht heute noch das ehemalige Schäferhaus. Die Mauerziegel kamen 1777 von der klostereigenen Ziegelei aus Lähnwitz.
Auf dem Landtag am 12. November 1800 in Malchin hatten die Klostervorsteher vorgeschlagen, in Kleesten einen weiteren Katen mit zwei Wohnungen zu bauen. Die Bewilligung zum Bau des zweihischigen Kathens erfolgte erst 16 Jahre später.
1843 war der Bau eines weiteren, aber massiven zweihischigen Katens angedacht. Die beheizbaren Wohnzimmer sollten mittig angelegt werden und der Flur und die Küche von der Giebelseite aus begehbar sein. Doch erst sieben Jahre später wurde dieser Katen mit massivem Stall für 277 Courant am Ortseingang errichtet. Das Krüppelwalmdach wurde wegen der Brandgefahr mit Doppelziegeln statt Schilf eingedeckt.
Nach dem Zimmerbesichtigungsprotokoll vom 20. August 1858 waren Reparaturen an Feuerherden mit Öfen und Backöfen bei Koebcke, Wiencke und Cordt notwendig.
Nach dem Plan zum Hof und Dorf von 1888 standen in Kleesten auf dem Hof das Pächterhaus, der Schafstall, das Schweinehaus, der Pferdestall, die Scheune und der Füllenstall. Im Ort gab es nur drei Katen. Das Schäferhaus mit Altenteilwohnung hatte noch ein Schilfdach. Diese drei sehr gut erhaltenen ehemaligen Katen sind heute ortsbildprägend. 1929 hatte Kleesten 25 Einwohner und die Grundschule befand sich im 4 Kilometer entfernten Kirch Kogel.
1955 wurde der Ort an das Energienetz angeschlossen.
Mitten im Wald gelegen, erhielt der Kleestener Landweg 2003 eine befestigte Straßenanbindung nach Dobbertin.

### Forsthaus und Forsthof

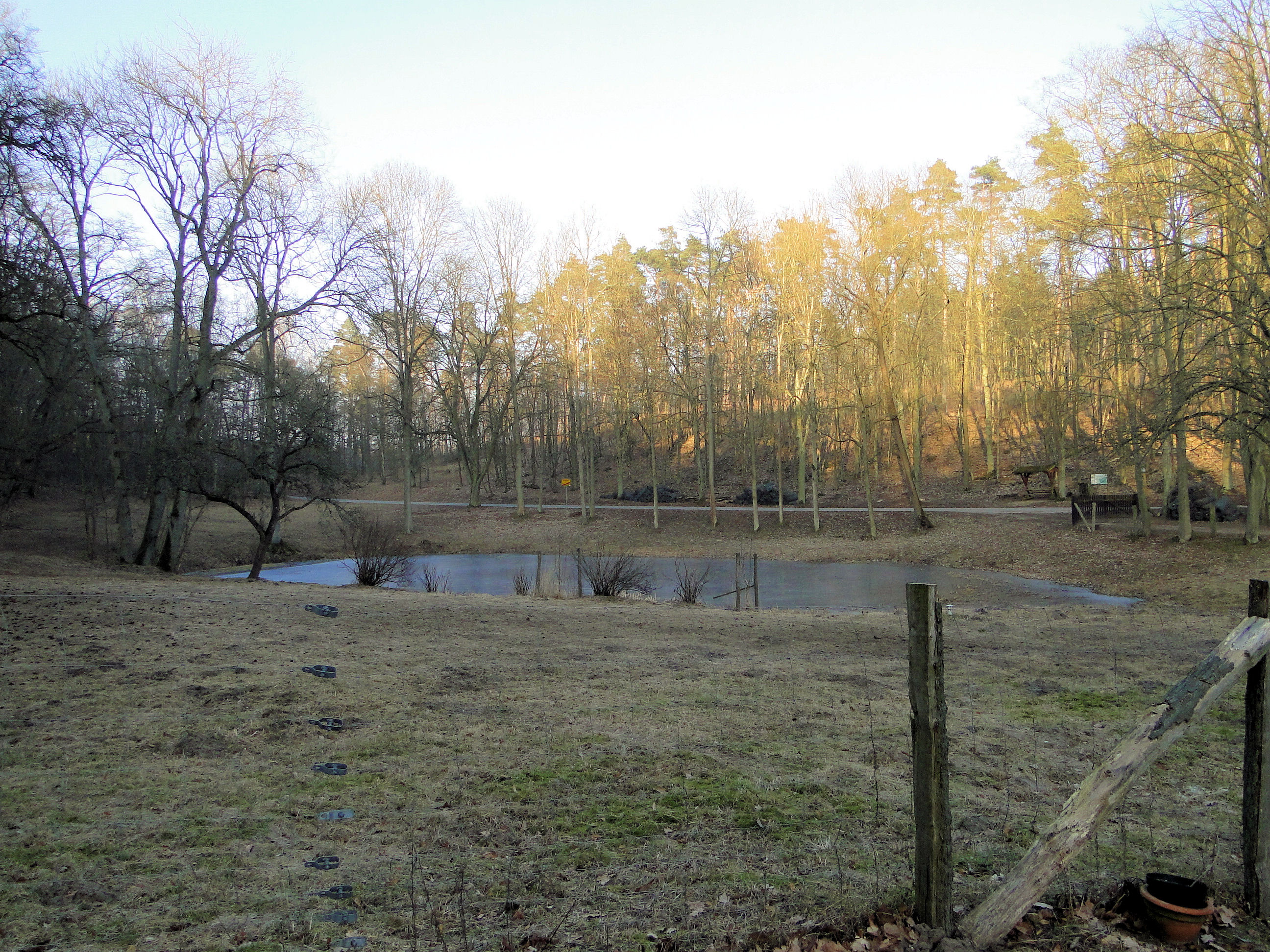
Teich auf dem Forsthof (2011)

Nach dem Tode des Pächters Fritz Voß wurde 1907 das Gut aus der Pacht genommen und dem Schwinzer Forstrevier angeschlossen. Nach der Aufforstung früherer klösterlicher Ländereien kam es zu einer Neuaufteilung in den Forstrevieren des Klosteramtes. Förster Zebuhr bekam den Dobbertiner Forstschreiber Mahnke als Stationsjäger, der im alten Pächterhaus wohnte und die dortigen sechs Tagelöhner nun als Forstarbeiter mit einem neuen Pferdegespann beaufsichtigte. Die Kleestener Feldmark lag getrennt von der Spendiner, war aber von der klösterlichen und Schwinzer Forst umgeben. Kleesten wurde ab 1911 selbstständige Försterei mit dem Schutzbezirk Rum Kogel. Der Stationsjäger Fritz Kliefoth wurde zum Revierförster bestellt und übte das Amt noch 1926 aus. Ab 1919 gab es einen langjährigen Streit zwischen dem Revierförster Fritz Kliefoth und dem Hamburger Kaufmann Friedrichsen als Oldenstorfer Hofbesitzer zur Abtretung von Flächen aus dem Kleestener Forstreservat, der erst durch das Ministerium für Landwirtschaft, Domänen und Forsten in Schwerin geschlichtet wurde.
Die große Scheune mit Eichenfachwerk und Rohrdach sollte 1911 nach Lohmen für die dort abgebrannte Pfarrscheune umgesetzt werden, doch 1913 ließ das Klosteramt für 13.190,71 Mark in Lohmen einen Neubau errichten.
Mit Kleesten gab es in der Dobbertiner Klosterforst noch weitere acht Reviere. 1929 gehörten zum Kleestener Revier 800 Hektar Wald, davon 795 Hektar mit Nadelholz, 25 Hektar Laubholz, 1 Hektar Niederwald und 15 Hektar Nebennutzflächen, die durch 15 bis 20 Forst- und Waldarbeiter bewirtschaftet wurden. Der Förster hatte 20 Hektar Dienstland, davon waren 14 Hektar Acker, 3 Hektar Wiesen und 1 Hektar Gartenland mit 21 Obstbäumen. An Vieh waren 4 Pferde, 6 Kühe und 10 Schweine vorhanden. Das Forstrevier hatte einen guten Rotwildbestand, Saubestand und Rehe. Es gab wenig Forst- und Jagdfrevel.
Von 1919 bis 1949 gehörte auch Kleesten zum Staatlichen Forstamt Mecklenburg. Danach wurde die Forstverwaltung mehrfach umorganisiert.
Förster des Dobbertiner Forstamtes:
- 1911 Fritz Kliefoth
- 1940 Oberförster Kliefoth
- 1946 Ahrens
- 1948 Hübner, wurde wegen Unregelmäßigkeiten entlassen.
- 1953 Karl Konrad Ernst Evers, vorher Oberförster in Kläden (war im Lager Fünfeichen).
- 1968 Holger Westphal
- 1969 Hubertus Richter
- 1994 Jürgen Lembke

In den Nachkriegsjahren hatte die Revierförsterei Kleesten bis 1951 schon 23,3 Hektar Kahlschlagflächen. Im Sommer 1968 gab auch im Kleestner Revier mehrere Waldbrände. Danach erfolgte die Spezialisierung wie in der Landwirtschaft durch Einteilung in Waldbaubereiche und Nutzungsbereiche.
Die Forsthof Kleesten gehört nun zum Forstamt Sandhof der Landesforst in Mecklenburg-Vorpommern.

## Denkmale

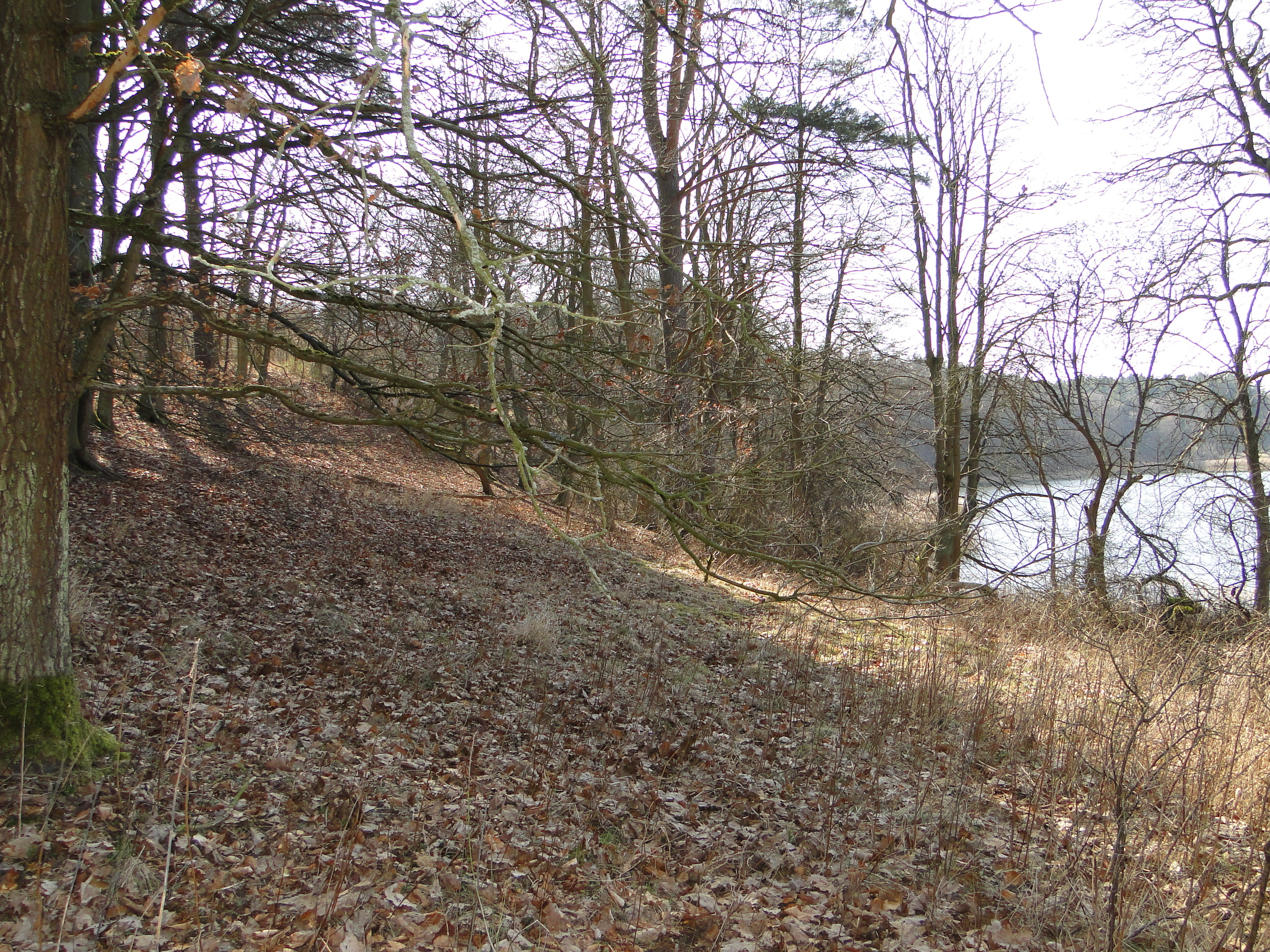
Südlicher Steilhang am Kleestener See

### Baudenkmal
Der jetzige Forsthof mit Wohnhaus und Scheune stehen unter Denkmalschutz.

### Flächennaturdenkmal Südlicher Steilhang des Kleestener Sees
Der Steilhang am Südufer des Kleestensees mit einer Neigung von 50° hat sich am Ende der letzten Eiszeit gebildet. Er hebt sich deutlich von der näheren flachwelligen Sanderlandschaft ab und ist aus geomorphologischer Sicht sehr wertvoll.
Aus dem ursprünglichen Kiefernbestand wurde die über 250-jährige fünfstämmige Kiefer (Pinus sylvestris) mit einer Höhe von fast 33 Metern und einem Stammumfang von 4,7 Metern in dem 1,74 Hektar großen Flächennaturdenkmal 1979 als Naturdenkmal unter Schutz gestellt.
Das Gebiet ist über Wanderwege nicht zugänglich.

## Karten
- Bertram Christian von Hoinckhusen: Mecklenburg Atlas mit Beschreibung der Aemter um 1700, Blatt 61 Beschreibung des Klosteramts Dobbertin.
- Topographisch oekonomisch und militaerische Charte des Herzogthums Mecklenburg-Schwerin und das Fürstenthum Ratzeburg 1758 Klosteramt Dobbertin mit der Sandpropstei  vom Grafen Schmettau.
- Direktorial-Vermessungskarte  Von dem Hochadelichen Dobbertinschen Klosteramts 1759.
- Wibekingsche Karte von Mecklenburg, 1786.
- Preußische Landes-Aufnahme 1880, Großherzogthum Mecklenburg-Schwerin 1882, Dobbertin Nr. 946.
- Charte von den Besitzungen des Klosters Dobbertin, Abteilung I. 1822, enthält Kleesten, angefertigt nach den vorhandenen Gutskarten Anno 1822 durch I. H. Zebuhr.
- Wirtschaftskarte Forstamt Dobbertin 1927/1928.
- Offizielle Rad- und Wanderkarte Naturpark Nossentiner/Schwinzer Heide 2010.

### Gedruckte Quellen
- Mecklenburgisches Urkundenbuch (MUB)

### Ungedruckte Quellen
Landeshauptarchiv Schwerin (LHAS)
- LHAS 1.5-4/3 Urkunden Kloster Dobbertin
- LHAS 3.2-3/1 Landeskloster / Klosteramt Dobbertin
- LHAS 3.2-4 Ritterschaftliche Brandversicherung
- LHAS 5.11-2 Landtagsversammlungen, Landtagsverhandlungen, Landtagsprotokolle, Landtagsausschuß
- LHAS 5.12-3/1 Mecklenburg-Schwerinsches Ministerium des Innern
- LHAS 5.12-4/2 Mecklenburgisches Ministerium für Landwirtschaft, Domänen und Forsten, Abt. Siedlungsamt
- LHAS 5.12-9/5 Landratsamt Parchim 1921–1945, Revierförstergehöft 1923.
- Stadtarchiv Ribnitz Klosterakten Dobbertin, D 45.